# Championnats d'Afrique de badminton par équipes 2024
Navigation
Kampala 2022 2025
Les championnats d'Afrique de badminton par équipes 2024 se déroulent du 13 au 15 février 2024 au Caire, en Égypte.

## Médaillés
| Épreuve | Or | Argent | Bronze |
| ------- | --- | --- | --- |
| Hommes  | Algérie Mohamed Abderrahime Belarbi Adel Hamek Sifeddine Larbaoui Koceila Mammeri Youcef Sabri Medel Mohamed Abdelaziz Ouchefoun | Nigeria Joseph Emmanuel Emmy Victor Ikechukwu Nusa Momoh Godwin Olofua Anuoluwapo Juwon Opeyori Alhaji Aliyu Shehu | Égypte Abdelrahman Abdelhakim Abdelrahman Magdy Abdelsattar Ahmed Ali Abdelmajeed Elbahnasawy Ashraf Aly Adham Hatem Elgamal Ezzat Kareem Mohamed Mostafa Kamel Ahmed Salah |
| Hommes  | Algérie Mohamed Abderrahime Belarbi Adel Hamek Sifeddine Larbaoui Koceila Mammeri Youcef Sabri Medel Mohamed Abdelaziz Ouchefoun | Nigeria Joseph Emmanuel Emmy Victor Ikechukwu Nusa Momoh Godwin Olofua Anuoluwapo Juwon Opeyori Alhaji Aliyu Shehu | Maurice Melvin Appiah Jean Bernard Bongout Lucas Douce Khemtish Rai Nundah Georges Paul Tejraj Pultoo                                                                       |
| Femmes  | Afrique du Sud Amy Ackerman Megan de Beer Deidre Laurens Diane Olivier Johanita Scholtz                                          | Ouganda Husina Kobugabe Gladys Mbabazi Fadilah Mohamed Rafi Tracy Naluwooza                                        | Algérie Halla Bouksani Célia Mounib Yasmina Chibah Tanina Mammeri Linda Mazri Malak Ouchefoun                                                                               |
| Femmes  | Afrique du Sud Amy Ackerman Megan de Beer Deidre Laurens Diane Olivier Johanita Scholtz                                          | Ouganda Husina Kobugabe Gladys Mbabazi Fadilah Mohamed Rafi Tracy Naluwooza                                        | Nigeria Dorcas Ajoke Adesokan Zainab Damilola Alabi Sofiat Arinola Obanishola Christiana Olajumoke Obasanmi Uchechukwu Deborah Ukeh Ramatu Yakubu                           |

## Tableau des médailles
- Pays organisateur (Égypte)

| Rang  | Nation         | Or | Argent | Bronze | Total |
| ----- | -------------- | -- | ------ | ------ | ----- |
| 1     | Algérie        | 1  | 0      | 1      | 2     |
| 2     | Afrique du Sud | 1  | 0      | 0      | 1     |
| 3     | Nigeria        | 0  | 1      | 1      | 2     |
| 4     | Ouganda        | 0  | 1      | 0      | 1     |
| 5     | Égypte         | 0  | 0      | 1      | 1     |
| 5     | Maurice        | 0  | 0      | 1      | 1     |
| Total | Total          | 2  | 2      | 4      | 8     |